# Сурвилишкисское староство

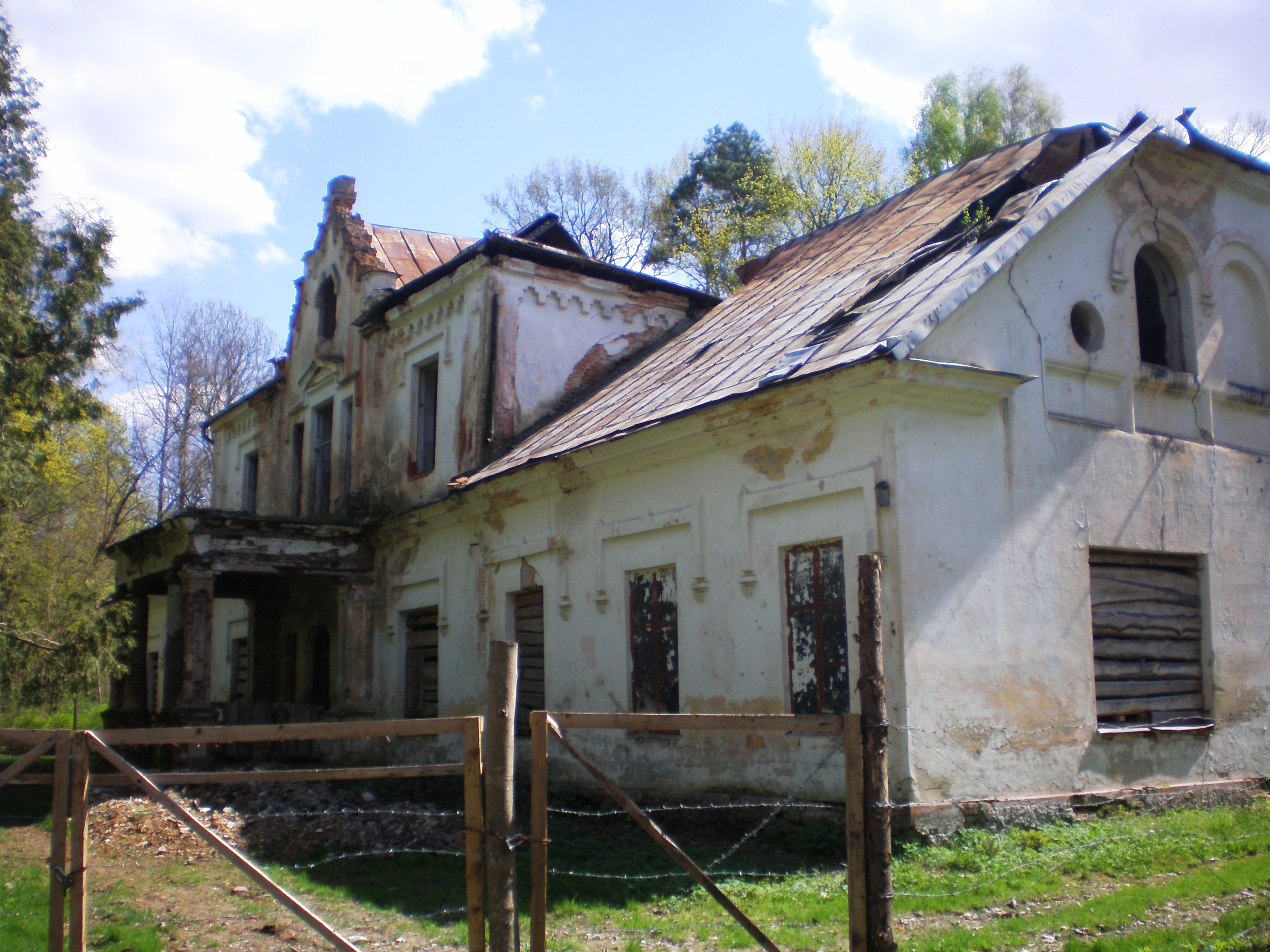
Калнабержский дворец

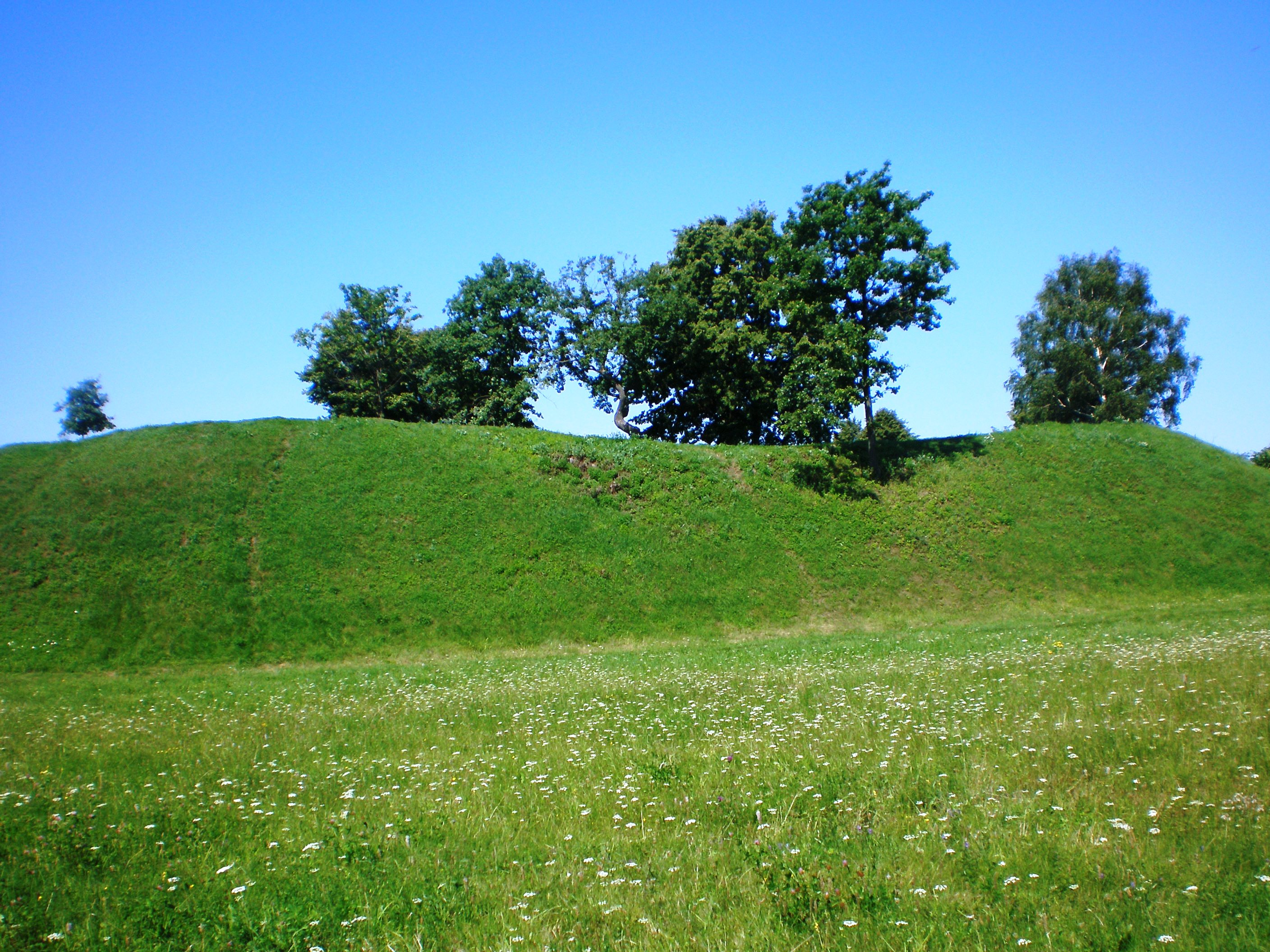
Бакайнисское городище

Сурвилишкисское староство (лит. Surviliškio seniūnija) — одно из 11 староств Кедайнского района (Каунасский уезд, Литва). Административный центр — местечко Сурвилишкис.

## География
- Главные реки: Невежис, Круостас, Ляуде.
- Достопримечательности: Калнабержский дворец, Сирутишский дворец, Сурвилишский костёл, Калнабержское городище, Вайдатонское городище, Бакайнисское городище.

## Список посёлков
- Бакайняй
- Балишкяй
- Бержеле
- Чиреляй
- Дашконяй
- Дембне
- Гоюс
- Ёгнишкяй
- Калнаберже
- Каукалняй
- Кутишкяй
- Лажай
- Ломейкишкяй
- Моцюнай
- Моченай
- Пакруосте
- Пакруостеле
- Сирутишкис
- Спигучяй
- Суришкяй
- Сурвилишкис
- Урбеляй
- Ужупе
- Вайдатоняй
- Витенай
- Жирненка